# 東海道本線優等列車沿革
東海道本線優等列車沿革（日语：／）是指東海道本線開業以來，主要在該路線上行走的特急列車、急行列車和準急列車的演變。
不是主要在東海道本線中行走，但也途經東海道本線的列車：
- 在東海道本線（在來線）並行的東海道新幹線上行走的列車（新幹線） … 「希望號列車」、「光號列車」、「回聲號列車」
- 在東京站 - 小田原站 - 熱海站 - 三島站 - 沼津站之間（包括直通至支線、私鐵線）行走的列車 …「踴子號」
- 來往品川站的常磐線直通運輸列車 …「常陸號、常盤號列車」
- 來往大船站的橫須賀、總武本線、成田線成田機場站直通列車 … 「成田特快」
- 來往京阪神的中央本線（實際上是中央西線）直通列車…「信濃號列車」、「筑摩號列車」
- 來往名古屋或京阪神的高山本線直通列車 …「飛驒號列車」
- 來往京阪神的北陸本線直通列車 …「白鳥號列車」、「雷鳥號列車」、「北國號列車」、「日本海號列車」
- 來往名古屋的北陸本線直通列車 …「白鷺號列車」
- 於名古屋、京阪地域至神戶站之間出發，經東海道本線前往山陽本線方向的列車群。…「山陽本線優等列車沿革」
- 來往靜岡的身延線直通列車 …「富士川號列車」

## 列車的演變

### 東海道本線開業
- 1872年10月15日（明治5年9月12日）日本首條鐵路線，新橋站至橫濱站（當時的新橋即後來的汐留站，橫濱站即現時櫻木町站的位置）之間開業。
- 1889年（明治22年）7月 新橋站至神戶站之間全線開通。後來命名為「東海道本線」。

### 開設優等列車
- 1896年（明治29年）9月 由於在2年前，即1894年（明治27年），山陽鐵道（現時為山陽本線，當時由私鐵營運）於神戶站至廣島站之間開設急行列車，以刺激國有鐵道也開設於新橋站至神戶站之間的急行列車，共1往返班次
當時新橋至神戶之間的所需時間，下行為17小時22分，上行為17小時9分。
當時急行列車沒有設定「急行費用」，而直接包含在車票之內。此外，乘坐此列車時設有限制，最短需乘坐40英里（約64公里）。
- 1898年（明治31年）8月 開設夜行的急行列車，於新橋站至神戶站之間行走。一共設有急行2往返班次。
- 1900年（明治33年）10月 新橋站至神戶站之間行走的夜行急行列車開始連結一等（日语：A寝台）臥鋪車。
- 1901年（明治34年）12月 急行列車開始連結餐車。
但是，由於當時東海道本線在國府津站至沼津站之間是使用現時御殿場線的走線，那走線需越過「箱根」及行走陡峭區間。為東海道本線最崎嶇的路段。因此，在這區間中，列車無法連結1卡餐車。在列車運行上，在沒有陡峭區間的路段中均會連接餐車，包括新橋站至國府津站之間、沼津站至馬場站（後來改名為大津站，現時膳所站的位置）之間、京都站至神戶站之間，在這些區間外，均把餐車分離折返。
- 1903年（明治36年）1月 全區間均連結餐車。
- 1904年（明治37年）2月 因進行日俄戰爭而受限，急行列車全部臨時改變為普通列車。
- 1904年（明治37年）7月 急行列車復活，在復活時共設有3往返班次。
- 1904年（明治37年）9月 急行列車再次廢止。
- 1905年（明治38年）1月 開設直通至山陽鐵道的急行1、2列車，於新橋站至下關站之間行走。但是只運行3個月後便廢止。
- 1906年（明治39年）4月 開設最急行（日语：最急行）1、2列車，於新橋站至神戶站之間行走，當時只連結頭等車廂（日语：一等車）與二等車廂（日语：二等車）。此外，在同區間也開設夜行急行3、4列車，只連結頭等車廂（日语：一等車）（包含頭等臥鋪車（日语：A寝台））與二等車廂（日语：二等車）。以及夜行急行5、6列車，只連結三等車廂（日语：普通車 (鉄道車両)）。
乘坐最急行列車時，除了車票外，還必須要「急行列車票（日语：急行券）」，為日本首列需車票外還需支付「費用」的列車。
此外，在「最急行」列車類別中，是比急行列車還要高等的列車，為現時特急列車的前身。
另外，在「1、2列車」和「3、4列車」連結了高級的餐車「西式餐車」，對於於三等急行「5、6列車」則初次連結了為一般大眾的餐車「和式餐車」。
- 1906年（明治39年）12月 山陽鐵道因鐵道國有法（日语：鉄道国有法）而收歸國有。
- 1910年（明治43年）9月 急行3、4列車開始連結二等臥鋪車。

### 特急誕生
- 1912年（明治45年）6月 開設日本首列「特別急行」（特急）1、2列車，於新橋站至下關站之間行走。此對列車是由最急行升級，並延長行走區間而成。
特急1、2列車只連結頭、二等車廂，最後尾的車廂為頭等瞭望車，沒有連結讓大眾使用的三等車廂。
此外，當時此列車作為東京至巴黎、倫敦之間的國際連接列車的其中一環。
當時此列車為豪華列車，主要是讓主要人物或外國人使用。此列車的列車長（Chef‧de‧train）會懂得英語。
此列車也是在日俄戰爭勝利後，成為大國（五大國）之中，日本建立威信的象徴。因此在設備、裝飾顯得相當豪華。
- 同時，在新橋站至神戶站之間新設急行9、10列車（連結二、三等車廂和和式餐車）及不定期急行11、12列車（連結頭、二等臥鋪車廂和西式餐車）。
- 1914年（大正3年）12月 在新橋站的終點站遷移至東京站，當時在1908年（明治41年）3月開始興建的「東京站」竣工啟用。所有於東海道本線的特急列車均於東京站出發。
- 1921年（大正10年）8月 在此之前，東海道本線大津站（現時為膳所站）至京都站之間是使用南邊較遠的線路。但在此時，便使用現時的線路，當時新逢坂山隧道（日语：新逢坂山トンネル） (2325.5米) 貫通，行走距離縮短了4.5公里，同時不需要再行走陡峭區間，使列車大幅度提速作出貢獻。
- 1923年（大正12年）7月 在東京站至下關站之間，唯一的特急列車1、2列車增加班次，設為特急3、4列車。
相對於1、2列車只連結頭等和二等車廂，3、4列車只連結三等車廂。同時，相對於1、2列車連結西式餐車，3、4列車則連結和式餐車。
此外，1、2列車與3、4列車兩對列車只隔數十分鐘運行（為連續運行）。
- 1923年（大正12年）9月 發生關東大地震，東海道本線受到重大的傷害，使2個月之間不能再次開通。在再次開通後至1926年，列車也需要慢速行駛。

### 戰前的黃金時代
- 1929年（昭和4年）9月 特急1、2列車命名為「富士」（日语：／）、3、4列車則為「櫻（日语：さくら (列車)）」（日语：／）。為日本首兩對列車設有「列車愛稱（日语：列車愛称）」。
- 1930年（昭和5年）10月 新設特急「燕」（日语：／。11、12列車），於東京站至神戶站之間行走。

此列車人人都稱為「超特急」。設立該名稱由於在此之前，特急「富士」、「櫻」在東京站至大阪站之間需時約11小時，急行列車則為12小時。而「燕」只需8小時20分鐘。在翌年12月，更開設臨時列車，並「燕」連續運行。此外，「燕」連結頭、二、三等車廂及西式餐車。在此時，「富士」、「櫻」也提高速度，使東京站至大阪站之間的所需時間大幅縮短至約9小時。
- 當時，也整理了行走於東海道、山陽本線的急行列車之列車編號。隨後，把東京站至神戶站之間的定期急行列車編號使用1x號，以及全部設定為夜行列車。

13、14列車
三等急行，連結和式餐車。相對於後述的17、18列車，此列車主要是在輸送能力。
15、16列車
頭、二、三等急行，連結頭等、二等臥鋪車和西式餐車。
17、18列車
頭、二等急行，連結頭、二等臥鋪車和西式餐食。此外，在毎星期五的班次中，在東京站至米原站之間連結於敦賀港站出發的頭、二等臥鋪共同車廂。
※在列車編成中，除二等座位車廂1卡、餐車、行李車、郵車外，所有均為頭等、二等臥鋪車廂。主要乘客為政商界主要人物、藝人和精英上班族。因此設有「名士列車」之稱。
19、20列車
二、三等急行，連結二等臥鋪車和和式餐車。
- 1931年（昭和6年）2月 在此以前的臥鋪車廂只有頭等、二等等級。此時，三等臥鋪車（日语：B寝台）登場。並於東京站至神戶駅之間的急行13、14列車和19、20列車開始連結，在12月，「櫻」和急行15、16列車也開始連結。
- 1934年（昭和9年）12月 由於丹那隧道貫通，使東海道本線國府津站至沼津站之間的路線由經御殿場改為經熱海，行走距離縮短12公里，斜坡坡度由25‰減至10‰。同時由於實施時間表修正（日语：1934年12月1日国鉄ダイヤ改正），使東京至大阪之間的所需時間中，特急「燕」縮短了約20分鐘，「富士」、「櫻」則30至40分鐘，急行列車則35至40分鐘。

- 「富士」開始連結三等車廂，「櫻」開始連結二等車廂。兩列列車相隔1時間30分連續運行。此外，增強了「燕」的編成，增加開設不定期列車，臨時「燕」的運輸日數。 
另外，「富士」可於下關轉乘往朝鮮釜山的關釜連絡船，在釜山再轉乘朝鮮總督府鐵道，經京城前往滿州國新京，再於新京轉乘南滿州鐵道，最終前往海參崴、北京、莫斯科、巴黎、羅馬、倫敦、柏林。此外，在下關也可轉乘關門連絡船越過關門海峽，前往門司站，再轉乘急行列車前往長崎站，在長崎站設有上海航路連接上海。使「富士」成為國際連接列車的其中一環，「櫻」也可透過關門連絡船前往門司站，再轉乘前往九州鹿兒島和宮崎方向的列車。該兩列列車分別擔任不同的運送用途。
- 同時也整理急行列車的頭等車廂。15、16列車的頭等臥鋪車轉移至17、18列車並成為二・三等急行。17、18列車在東京站至米原站之間連結前往敦賀港站的頭、二等臥鋪共用車廂廢止，取而代之為19、20列車在東京站至米原站之間連結前往敦賀港站的二等臥鋪車廂。

- 1936年（昭和11年）12月 開設不定期的二、三等急行1019・1020列車（連結二等、三等臥鋪車廂和和式餐車），於東京站至大阪站之間行走。此列車編成中，設有二等臥鋪車1卡，三等臥鋪車5卡，使臥鋪車的比率為高。
- 1937年（昭和12年）7月 在這月的1日實施時間表修正。新設特急列車「鷗」（日语：／）。於東京站至神戶站之間行走。以「櫻」出發前30分鐘的時間表運行，「鷗」連結了頭、二、三等車廂和西式餐車。作為扶助與同區間行走的「燕」，同時段行走的「富士」和「櫻」。瞭望車在1939年（昭和14年）3月前連結，並因應利用率下降而計劃轉為臨時列車。在設定「鷗」時，成為了戰前鐵道最鼎盛的時期。但是在開設6日後，於同年同月7日發生盧溝橋事件而觸發中國抗日戰爭，日本開始進入戰爭時期，鐵路服務也因此而產生變化。
- 在新設「鷗」同時，也新設二、三等急行1033、1034列車（連結二、三等臥鋪車和和式餐車），於東京站至大阪站之間行走。在新設該列車後，不定期急行1019、1020列車削減三等臥鋪車的車廂數目，也不再連結餐車。於東京站至神戶站之間行走的急行19、20列車延長至東京站至下關站。同時更改列車編號，急行13、14列車改為13、16列車，急行15、16列車改為15、20列車。在時間表修正前的13、14列車的時代，除餐車和行李車外，均為三等車廂（包括臥鋪車），而更變後的13、16列車則連結二等臥鋪車。

### 戰時、戰後
- 1939年（昭和14年）11月 中國抗日戰爭持續，使前往滿州、中國大陸等，前往大陸的需求增加。增加急行班次來往東京站至下關站之間，另外也新設於日間行走的二、三等急行1021、1022列車（連結和式餐車），來往東京站至大阪站之間，以及於夜行二、三等急行1023、1024列車（連結二等、三等臥鋪車和和式餐車），共2往返班次。另一方面，增加了通勤列車班次，部分地區採用平行時間表（即優等列車和普通列車的所需時間大致上相等，使可增加列車班次數量），部分上行急行列車的所需時間在東京一邊有所增加。
- 1940年（昭和15年）10月 繼前年東京站至下關站之間的急行列車增加班次後。在當中，部分下行夜行急行列車的所需時間也有所增加。這是由於增加了通勤列車班次，使採用平行時間表。此外，來往東京站至米原站之間的準急701、702列車（相當於現時快速列車）改為來往東京站至名古屋站之間，當時此短距離急行列車設定為二、三等急行1041、1040列車（不連結餐車）。急行1023、1024列車延長至來往東京站至神戶站之間，急行15列車縮短至來往東京站至大阪站之間，隨後急行16列車和急行20列車也相繼縮短。
- 1940年（昭和15年）12月 為了增加運輸能力，急行15、16列車不再連結三等臥鋪車廂和餐車。
- 1941年（昭和16年）7月 列車需求急增，使所有列車不再連結三等臥鋪車廂，以達到舒緩擁擠情況。此外，急行13、20列車、1023、1024列車、1033、1034列車不再連結餐車。
- 1942年（昭和17年）11月 關門隧道貫通。在未貫通前，設有多班來往東京站至下関站之間的特急、急行列車。這些列車均不可踏足九州。但是當實施時間表修正（日语：1942年11月15日国鉄ダイヤ改正），「富士」延長至來往東京站至長崎站之間，使可以透過此列車直接轉乘往上海的船。「櫻」則延長至鹿兒島站，同時降級為急行列車（7、8列車）和取消愛稱。不定期「燕」廢止。同日，再度整理東海道、山陽本線的列車編號，只在東海道本線內行走的定期特急、急行列車的列車編號基本上使用1xx號。
- 1943年（昭和18年）2月 在1941年12月開始的大東亞戰爭（太平洋戰爭）中，前年10月內閣決議「戰時陸運緊急體制」，此體制同時落實執行時間表修正。各路線的列車大幅減班。東海道本線的特急「鷗」廢止，特急「燕」和急行113、114列車（以前為急行17、18列車）縮短至來往東京站至大阪站之間。
- 1943年（昭和18年）7月 特急列車改名為「第一種急行」，急行列車改名為「第二種急行」。「特急」在制度上廢止，不再有列車稱呼為「特急」。此外，除了特急「富士」、「燕」轉變為第一種急行外，本來名為「櫻」的7、8列車也轉變為第一種急行，並回復之前的列車編號，為3、4列車。
- 1943年（昭和18年）10月 由於在戰爭時期，為了避免和減少觀光旅行。實施了「決戰時間表」為名的時間刻修正。當中，「燕」被廢止，「富士」縮短至來往東京站至博多站之間並所需時間有所增加。此外，來往東京站至博多站之間的急行5、6列車，與來往東京站至大阪站之間的急行105、106列車整合，成為來往東京站至長崎站之間的急行5、6列車。來往東京站至大阪站之間的急行111、112、113、114、115、116列車，以及來往東京站至名古屋站之間的急行125、126列車均被廢止。各線的列車大幅削減班次，縮短運行區間，所需時間有所增加。
- 1944年（昭和19年）4月 基於「決戰緊急措施概要（日语：決戦非常措置要綱）」，實施了時間表修正。當中，「富士」被廢止，第一種急行（即前身的特急列車）被消滅。頭等車廂、瞭望車廂、臥鋪車廂、餐車全部廢止[1]、而其他在各線的列車再大幅削減班次。
- 1944年（昭和19年）10月 在此以前，於大垣站至關原站之間，往關原方向設有25‰的上斜路段。由於為了增加戰爭時期的貨物輸送能力，建設了坡度只有10‰的迂回線，並在當時開始使用。當中在同區間設有垂井站，在迂回線中新設新垂井站（日语：新垂井駅）供下行列車専用。（新垂井站隨後於1986年＜昭和61年＞11月廢止）
- 1945年（昭和20年）1月 來往東京站至鹿兒島站之間的急行3、4列車的運輸區間縮短至東京站至熊本站之間，下行班次的列車編號由3列車改為1列車。
- 1945年（昭和20年）3月 在全國急行列車中，只剩下於東海道本線、山陽本線行走，來往東京站至下關站之間的1、2列車（以前為1、4列車），只有1往返班次。（1、2列車在同年6月延長至門司站）
- 1945年 - 1946年（昭和20 - 21年） 在1946年的春季開始，受到同盟國軍猛烈的空襲和煤炭的影響。在同年8月終戰時，駐日盟軍總司令其下的鐵道司令部執行運行指令，開設同盟軍專用列車（日语：連合軍専用列車）並作出時間表修正，使列車多次增加班次和削減班次。
- 1947年（昭和22年）1月 由於煤炭的供應惡化，使列車大幅削減班次。急行列車、二等車廂全部廢止。渡過日本鐵道史上最差的情況。

### 戰後復興時代
- 1947年（昭和22年）4月 再次開設急行列車，首兩條為來往東京站至博多站和東京站至門司站之間各1往返班次的列車。隨後列車開始再度增加班次。
- 1948年（昭和23年）7月 實施戰後首次的白紙時間表修正（日语：1948年7月1日国鉄ダイヤ改正），在全國的開設和增加急行列車及2年前的11月於東北地區首次登場的準急列車班次。在東海道本線的不定期準急列車設有5往返班次。此外，急行列車的速度有所下降。經過修正，東海道區間的急行列車，設有3往返定期班次，2往返不定期班次。
- 1948年（昭和23年）12月 來往東京站至鹿兒島站，東京站至大阪站之間的急行列車2往返班次（1、2列車、11、12列車），開始連結「特別臥鋪車（日语：A寝台）」。這些臥鋪車只供外國人使用，在未被出售的臥鋪車票時，日本人才可購買，變相使日本人再次可以使用臥鋪車廂。
- 1949年（昭和24年）5月 特別臥鋪車改名為頭等臥鋪車。
- 1949年（昭和24年）6月 本來由運輸省經營的國有鐵路事業，改為公共事業形式而成立「日本國有鐵道」法人機構。
- 1949年（昭和24年）9月15日 實施大規模的時間表修正（日语：1949年9月15日国鉄ダイヤ改正）：

- 開設來往東京站至大阪站之間的特急「平和」。所需時間9小時。與1934年（昭和9年）12月修正時的「燕」，其所需時間為8小時，增加了1小時。此外，於5年後國鐵特急列車再次復活。
- 「平和」和來往東京站至鹿兒島站之間的急行1、2列車，兩列車的餐車開始營業，於5年後再次復活。
- 來往東京站至大阪站之間的急行15、16列車（在此修正中改列車編號為11、12列車）命名為「銀河」。除戰前於大陸行走的列車外，為首條設有列車愛稱的急行列車。

新命名的「銀河」中，在此修正中廢除三等車廂，只連結頭、二等車廂。在列車最後設有銀河的尾牌。但是在三等車廂許多人使用的時代中，其他急行列車的乘客埋怨「銀河」使用率低和使用較短編成，為了分散乘客，在開始營運的第9日，「銀河」連結三等車廂。
- 開設來往東京站至名古屋站之間的夜行準急列車31、32列車。

在修正後，東海道本線的急行列車中，設有7往復定期班次。
- 1949年12月 東京駅 - 博多駅間に急行21・24列車新設。
- 1950年（昭和25年）1月1日 「平和」改名為「燕」（戰後列車名稱以平假名書寫）。重現此著名列車[2]。
- 1950年（昭和25年）6月 「燕」姊妹列車，開設來往東京站至大阪站之間的特急「鳩」。「燕」、「鳩」此組合一直持續至1975年（昭和50年）3月。當時，特急列車內設有女性乘務員，名為「燕Girl」和「鳩Girl」。
- 1950年（昭和25年）10月 按照上一年的情況，再次實施大規模時間表修正（日语：1950年10月1日国鉄ダイヤ改正）。

- 「燕」、「鳩」來往東京站至大阪站之間的所需時間縮短至8小時，追回戰前「燕」的水準。
- 二等臥鋪車復活。
- 「銀河」的運行區間延長至來往東京站至神戶站之間。
- 開設首條來往東京站至宇野站之間的直通急行列車，名為「瀨戶」。
- 開設來往東京站至廣島站之間（經吳線）的39、40列車。（在東京站至岡山站之間與「瀨戶」結併）
- 急行21、24列車的運行區間改為來往東京站至熊本站之間（經筑豐本線）。
- 在前年登場，來往東京站至名古屋站之間的準急31、32列車升級。運行區間延長至來往東京站至湊町站（現時JR難波站）或鳥羽站（分別經關西本線和參宮線）之間，設有1往返班次，並設定為急行列車。

在此修正後，在東海道區間的急行列車共設有9往返班次，回復昔日的朝氣。
- 1950年（昭和25年）11月 除了已經被命名的「銀河」、「鳩」外，其他急行列車也開始使用愛稱：

「明星」 是來往東京站至大阪站之間的11、12列車
「彗星」 是來往東京站至大阪站之間的15、16列車
「大和」 是來往東京站至湊町站或鳥羽站之間的201、202列車
「阿蘇」 是來往東京站至熊本站之間（經筑豐本線）的31、32列車
「霧島」 是來往東京站至鹿兒島站之間的33、34列車（在10月修正時改為1、2列車）
「雲仙」 是來往東京站至長崎站之間的35、36列車
「筑紫」 是來往東京站至博多站之間的37、38列車
「安藝」 是來往東京站至廣島站之間（經吳線）的39、40列車
- 1951年（昭和26年）4月 於東京站至大阪站之間，開設臨時特急「櫻（日语：さくら (列車)）」（以平假名書寫）。此列車與「燕」相距2至10分鐘連續運行並「燕」先行出發。期後，在多客時期便會開設該列車。
- 1951年（昭和26年）9月 「鳩」不再與「安藝」結併，兩列車實行獨立運輸。
- 1951年（昭和26年）11月 來往大阪站至大社站（於大社線內，現已廢止）之間的準急列車延長至東京，並升級為急行列車，名為「出雲」。此急行為首條來往東京與山陰的首列列車。但由於路線限制，列車在大阪站前與「鴆」結併。此外，來往京都站至博多站或都城站之間的準急205・206列車進行變更，來往東京站至門司站之間之路段與「阿蘇」結併，並升級至急行列車，來往東京站至都城站之間，命名為「高千穗」。
- 1952年（昭和27年）4月 在此日，同盟國軍結束佔領結束，同盟國軍專用列車變為「特殊列車」，部分開放供日本人使用。費用上使用了急行列車制度。當時開放了東海道區間的列車，包括東京站至佐世保站之間的1001、1002、1005、1006列車，共2往返班次。
- 1952年（昭和27年）9月 開設來往名古屋站至大阪站之間，毎日運行的不定期準急3405、3406列車。
- 1953年（昭和28年）3月 「筑紫」延長運輸至鹿兒島站。東京至鹿兒島之間共設有2夜行列車行走。此外，來往大阪站至博多站之間的急行列車「玄海」，改為來往東京站至博多站之間る。
- 1953年（昭和28年）11月 開設來往東京站至大阪站之間的夜行急行「月光」，設有每車等。「大和」往鳥羽站方向的編成分離，並命名為「伊勢」。準急3405、3406列車設定為定期列車並改列車編號為405、406列車。
- 1954年（昭和29年）8月 特殊1005、1006列車，縮短運行至博多站。
- 1954年（昭和29年）10月 特殊列車，完全變成普通急行列車並設定愛稱。來往東京站至佐世保站之間的1001、1002列車名為「西海（日语：さくら (列車)）」，來往東京站至博多站之間的1005、1006列車命名為「早鞆」。而「高千穗」的結併列車由「阿蘇」改為「玄海」。

### 黃金時代
- 1955年（昭和30年）7月

- 「玄海」的列車愛稱，由平假名書寫變為漢字書寫「玄海」。
- 來往東京站至名古屋站之間，開設日行準急列車「東海」。
- 由於使用率低，一等臥鋪車廢止。在此之前的一等臥鋪是使用二等臥鋪A、B室，而二等臥鋪則使用二等臥鋪C室。

- 1956年（昭和31年）3月 「明星」、「銀河」開始連結三等臥鋪車。該臥鋪車是自從1941年（昭和16年）廢止以來，15年後再次復活。
- 1956年（昭和31年）11月 東海道本線全線電氣化完成。同日實施大規模的時間表修正（日语：1956年11月19日国鉄ダイヤ改正）：

特急列車
- 「燕」、「鳩」於東京站至大阪站之間只需7小時30分鐘。是在1934年（昭和9年）12月，22年以來擦新記錄。同時，機車和乘客車廂的車身顏色變為淺綠色，並設有「青大將」的別名。
- 在東京站至博多站之間，自從1944年（昭和19年）4月「富士」廢止以來。在12年後再次新設特急列車「朝風」。

「朝風」來往東京站至博多站之間只需17小時25分，比戰前的「富士」，其所需時間為20小時3分快約2小時30分。發揮了其特急列車的特性。此外在時間意識上，多數旅客列車會通過關西圈的車站，但「朝風」於京都站、大阪站、神戶站均停車上下乘客，而在同地域在深夜時段則會通過車站，此運行方面是成為了革命性的安排。
急行列車
- 於東京站至大阪站之間開設日間急行列車「浪速」が新設。
- 「霧島」的列車愛稱，由平假名書寫變為漢字書寫「霧島」。
- 「高千穗」的列車愛稱，由平假名書寫變為漢字書寫「高千穗」，並且改為獨立運輸，運輸區間改為來往東京站至西鹿兒島站（經日豐本線，西鹿兒島站即現時鹿兒島中央站）之間。同時成為日本最長運輸距離的列車。
- 「早鞆」改名為「筑紫」。
- 有關在此時間表修正前的「筑紫」，已改名為「薩摩」
- 「出雲」、「瀨戶」分開運輸，並分別由平假名書寫變為漢字書寫「出雲」和「瀨戶」。
- 「彗星」成為不定期列車。
- 「玄海」不再在東海道區間行走，以讓給「朝風」使用。「玄海」變為來往京都站至長崎站之間（經大村線）。

結果，以下為修正後東海道本線的優等列車：
- 特急列車

「燕」、「鳩」 東京站 - 大阪站
「朝風」 東京站 - 博多站
- 日行急行列車

「速浪」 東京站 - 大阪站
「阿蘇」 東京站 - 熊本站（經筑豐本線）
「西海」 東京站 - 佐世保站
「高千穗」 東京站 - 西鹿兒島站（經日豐本線，現時為鹿兒島中央站）
「霧島」 東京站 - 鹿兒島站（經鹿兒島本線）
「雲仙」 東京站 - 長崎站
- 夜行急行列車

「明星」、「月光」 東京站 - 大阪站
「銀河」 東京站 - 神戶站
「筑紫」 東京站 - 博多站
「安藝」 東京站 - 廣島站（經吳線）
「瀨戶」 東京站 - 宇野站
「薩摩」 東京駅 - 鹿児島站（經鹿兒島本線）
「出雲」 東京駅 - 濱田站（經福知山線）
「大和」 東京站 - 湊町站（現時為JR難波站）
「伊勢」 東京站 - 鳥羽站
「彗星」 東京站 - 大阪站（不定期）
- 準急列車

「東海」 東京站 - 名古屋站
405・406 名古屋站 - 大阪站
- 1957年（昭和32年）7月 開設「朝風」的輔助列車，名為臨時特急「勝風（日语：さくら (列車)）」，與「朝風」一樣來往東京站至博多站之間。下行提早「朝風」30分鐘出發，上行延遲「朝風」30分鐘出發。
- 1957年10月 實施時間表修正：

- 「勝風」成為定期列車，同時延長至從長崎站。
- 「彗星」成為定期列車，以13卡編成，往大阪站方向最尾一卡是行李車廂，往東京站方向最前和尾兩連結一卡緩急座位車，其於11卡則為臥鋪車。為寢台列車的元祖。列車編號為17、18列車，在戰前曾使用的「名士列車」再次使用在此列車上。
此外，「彗星」的編成中，使用了二等臥鋪車A級、A、B級共用車、C級各1輛、B經3輛、三等臥鋪車5輛，以及設座位指定席的三等座位車廂而成。
- 「東海」增加至3往返班次，使用車輛為設有“湘南電車”之稱的80系電動列車。
- 來往名古屋站至大阪站之間的準急列車增加至3往返班次，並使用80系電動列車，在翌月命名為「比叡」。
- 「櫻」設定為不定期特急。

- 1958年（昭和33年）10月 實施時間表修正：

特急列車
- 在修正前，「朝風」集中使用舊式客車，在修正後，在國鐵首條使用固定客車編成的列車，使用新製造的20系客車，其車身顏色使用藍色，所有設有「藍色列車」的別名。
- 關於多餘的客車中，將使用在同時新設來往東京站至鹿兒島站之間的特急「隼」。
- 由於「勝風」與「朝風」兩列車名稱相近（與）會使乘客誤乘，因此「勝風」改名為「平和」。
- 不定期特急「櫻」廢止。

急行列車
- 「薩摩」被「隼」取代大部分運行區間，因此「薩摩」大幅縮短運行區間至來往門司港站至鹿兒島站之間。
- 開設來往東京站至大阪站之間的不定期夜行急行「曉」。

準急列車
- 「東海」增加夜行1往返班次，共設有4往返班次。
- 「比叡」增加2往返班次，共設有5往返班次。
- 「東海」、「比叡」開始依次序更換153系電動列車。

此車輛當初在「東海」開始使用，因此設有別名為「東海型電車」。此外，在設計當初名為91系電動列車。
- 1958年11月 東京站至大阪站/神戶站之間，開設日本首列電動列車特急「回聲」，設有2往返班次。

- 在其列車運行概況中，下行「第1回聲」和上行「第2回聲」以大阪站為終點站，下行「第2回聲」和上行「第1回聲」以神戶站為終點站。在編成中，設有各等級車廂，包括二等、三等車廂和輕食餐車「Buffet」。
- 在車輛方面，均使用151系電動列車。在設計當初名為20系電動列車。此車輛當初在「回聲」開始使用，因此設有別名為「回聲型電車」。
- 在東京站至大阪站之間，「燕」和「鳩」的所需時間縮短40分鐘，只需6小時50分。使滯帶時間為2小時，來往東京至大阪之間可即日來回，由於乘客多為商務客，此列車也設有別名為「商務特急」。

- 1959年（昭和34年）4月 在這月中，設有以下列車行走：

- 在4月10日，皇太子明仁親王（明仁上皇）和正田美智子（現時為上皇后美智子）舉行結婚儀式，國鐵為記念此事，在4月9至10日開設來住東京站至大阪站之間的臨時電動列車夜行急行「壽」，當中4月9日為下行班次，4月10日為上行班次。此外，在4月10日和12日開設來往東京站至伊東站之間的臨時準急「千代田」。
- 「千代田」使用151系電動列車，為準急列車唯一使用該車輛的列車。「壽」使用153系電動列車，為首列使用電動列車的急行列車。
- 在4月1日，開設度假向的臨時準急列車「日本平」，來往東京站至靜岡站之間。

- 1959年7月 設有以下變更：

- 「平和」引入20系客車，並改名為「櫻」。
- 「回聲」在東京至大阪之間的所需時間縮短至6小時40分。
- 開設以下夜行急行列車。

「能登」 ，來住東京站至金澤站之間（經米原站）
「那智」 ，來往東京站至新宮站之間
「能登」、「那智」、「伊勢」在東海道區間共同結併。
新設夏季臨時列車「昂」，來往東京站至大阪站之間。此列車使用修學旅行用的155系電動列車。
- 1959年（昭和34年）9月 實施時間表修正：

- 為了因購買「彗星」的臥鋪票困難（經常售罄），「曉」全車成為臥鋪列車。
- 新設全車指定席的準急列車。比同區間行走，全車自由席的「東海」和「比叡」較少停車站，提供高一個等級的列車服務。

- 「新東海」 來往東京站至名古屋站之間（1往返班次）
- 「伊吹」 來往名古屋站至大阪站或神戶站之間（2往返班次）

- 新設來往東京站至濱松站之間的準急「濱名」。

- 1959年（昭和34年）11月 開設臨時特急「回音」，來往東京至大阪之間，車輛使用157系電動列車（日语：国鉄157系電車）（日光型電車）。
- 1960年（昭和35年）6月 實施時間表修正：

特急列車
- 由於「燕」「鳩」的車輛與「回聲」的差別大，因此該兩列列車轉用151系電動列車。同時，「鳩」整合至「燕」，變為「第1燕」、「第2燕」（1往返班次於神戶站為終點站）。

從此，連結頭等車的列車被消滅。取而代之為連結Kuro 151（會客車）。
- 「回聲」、「燕」在東京至大阪之間的所需時間縮短至6小時30分。此記錄在在來線旅客列車行走東海道本線中，直至現代還未被打破。隨後，設有新的記錄，但是起終點站有所相異。在2004年，JR貨物引入JR貨物M250系電動列車「Super Rail Cargo」的高速貨物電動列車，在東京貨物總站至安治川口站之間只需6小時11至12分鐘。

急行列車
- 在此之前，東海道的定期準急列車「東海」和「比叡」只使用前述的153系電動列車。在此列車修正時，開設日本首條使用電動列車的定期急行列車「攝津」。

「攝津」在東京至大阪之間的所需時間比「浪速」快約1小時，只需7小時46分。電動列車的時代終於來到。此外，在「攝津」運行當初，153系電動列車設有特別二等車廂，該車廂設有可調節的躺椅裝備，這些在二等車廂中是沒有的，二等車廂一直以來都使用傳統旋轉橫座設備（Sero 153）。
- 開設來往東京站至姬路站之間的不定期夜行電動列車急行「播磨」。

「播磨」使用80系電動列車，使用此車輛運行此列車時表現了其弱點。同時在同款車輛中，行走最長距離的列車班次。
- 開設來往東京站至鹿兒島站之間的不定期客車急行「櫻島」

開設以下準急列車：
- 「駿河」來往沼津站至名古屋站之間
- 「長良」 來往東京站至大垣站之間（不定期）
  - 「駿河」和「長良」均使用田町電車區的車輛（「駿河」和「攝津」和「比叡」共同使用車輛）。

- 1960年7月 在6月，頭等車廂被消滅，二等車改為頭等車，三等車改為二等車。同時，「隼」改用20系客車，運行區間改為來往東京站至西鹿兒島站之間。
- 1961年（昭和36年）3月 在此月起，有以下變更：

- 「明星」 全部車廂轉為臥鋪車。
- 「浪速」 由客車轉為153系電動列車。
- 新設夜行急行「金星」，使用153系電動列車。
- 「駿河」的列車管理區由田町電車區轉為宮原電車區（使用「鷲羽」的車輛。「鷲羽」與部分「比叡」也共同使用車輛）。

「浪速」、「攝津」、「金星」使用的153系電動列車與準急列車的車廂內規格設有差異。當時在153系電動列車中，設有2卡頭等車廂使用可調節的躺椅（Sero 152），2卡Buffet車（Sehasi 153），組成12卡的豪華編成。
- 1961年7月 「播磨」使用153系電動列車。但是頭等車沒有使用可調節的躺椅（Sero 153），比「浪速」和「攝津」為較差的編成組合。
- 1961年10月 實施名為「3·6·10（日语：サンロクトオ）」的全國大規模時間表修正。特急、急行、準急列車大幅度增加班次。當中重點包括在東海道本線內行走的列車。以下為該修正的概要：

特急列車
- 在電動列車特急方面，設有以下列車群。連同「回聲」、「燕」共4往返班次，在東海道日間特急共設有8往返班次。

- 來往東京站至宇野站、神戶站之間的「富士」設有2往返班次。
- 來往東京站至大阪站之間的「鳩」設有1往返班次。
- 來往東京站至名古屋站之間的「新東海」升級至特急「大鳥」設有1往返班次。
- 不定期的「回音」列車增加至2往返班次。

- 在客車特急方面，新設來往東京站至熊本站之間的不定期（實際為每日運行）的「瑞穗」列車。

在「瑞穗」登場後，可作為輔助「朝風」、「櫻」、「隼」列車。但客車方面，不是使用20系，而是使用舊式一般客車，兩者有了一個對比。
急行列車
- 在電動列車急行中，在修正前只有「浪速」和「攝津」。在修正後，開設「生駒」、「淀」、「山城」和「六甲」，均來往東京站至大阪站之間。在開設新列車後，定期列車由原來的日間2往返、夜行1往返班次，合共3往返班次。大幅增加班次至日行6往返、夜行3往返班次，合計9往返班次。此外，在不定期方面也設有夜行3往返班次。除夜行1往返班次（「山城」由於在姫路站出發所以不使用，只有「播磨」使用。）外，在日間和夜行的列車中，同一個愛稱情況下，日間行走的名為「第1××」（只陽日間和夜行定期列車），夜行則為「第2××」。

- 當時由於同區間中設有多種列車，為了防止錯誤發售指定票和發送電報信息，每一列列車會有另外的別名。
- 使用電動列車急行於東京至大阪之間的所需時間，已經與客車時代的特急「燕」相同，只需7小時30分。在下行「生駒」列車只需7小時25分，並可於大阪站轉乘往宇野站的準急「鷲羽4號」。
- 在「浪速」、「攝津」、「生駒」、「淀」、「山城」、「六甲」6種電動列車急行列車，均使用前述的153系電動列車12卡編成。以上列車均被鐵路評論家寺本光照命名為「東海道電車急行6人眾」。這6種列車在日間出發的次序為「六甲」→「山城」→「生駒」→「浪速」→「攝津」→「淀」。

- 在客車急行方面，「銀河」和「月光」變為全車為臥鋪車，「金星」由電動列車變為客車及全車為臥鋪車。在當時為不定期的「曉」廢止。在東京站至大阪站或神戶站之間行走的列車設有「銀河」、「明星」、「彗星」、「月光」和「金星」，共5往返班次（若加入來往東京站至湊町站之間的「大和」則為6往返班次，若再加入前往大阪以西的列車則為9往返班次）。
- 新設「豐後」急行列車，來往東京站至大分站之間。此列車在東京站至門司站之間與「筑紫」結併運輸。
- 「雲仙」與「西海」結併運輸，「能登」變為獨立運輸。
- 「阿蘇」在東海道區間轉讓給「生駒」，縮短運行區間至來往名古屋站至熊本站之間（經鹿兒島本線）。此外，在修正前只於九州內運行的「薩摩」再次延長至本州，來往名古屋站至鹿兒島站之間。

準急列車
- 「東海」和「比叡」增加班次。在修正後，「東海」設有7往返班次，「比叡」設有8往返班次。
- 「長良」由漢字書寫變為平假名書寫。
- 「伊吹」為了對抗近鐵特急與設立差別。急行「伊吹」連結Buffet車廂。

結果，以下為修正後東海道本線的優等列車（如沒有標示x往返班次，即代表只有定期1往返班次）：
- 日間特急列車 定期8往返班次，不定期2往返班次

「生駒」（2往返班次）、「燕」（2往返班次）、「鳩」 東京站至大阪站之間
「富士」（2往返班次） 東京站至宇野站、神戶站之間
「大鳥」 東京站至名古屋站之間
「回音」（2往復班次，不定期） 東京站至大阪站之間
- 夜行特急列車 定期3往返班次，不定期1往返班次

「櫻」 東京站至長崎站之間
「朝風」 東京站至博多站之間
「隼」 東京站至西鹿兒島站之間（經鹿兒島本線）
「瑞穗」 東京站至熊本站之間（不定期，實質上為毎日運輸）
- 日間急行列車 定期9往返班次，不定期1往返班次

「第1浪速」、「第1攝津」、「第1淀」、「生駒」、「山城」、「六甲」 東京站至大阪站之間
「霧島」 東京站至鹿兒島站之間（經鹿兒島本線）
「雲仙」、「西海」 東京站至長崎站、佐世保站之間（在東京站至肥前山口站之間結併）
「高千穗」 東京站至西鹿兒島站之間（經日豐本線）
「櫻島」 東京站至西鹿兒島站之間（不定期，經鹿兒島本線）
- 夜行急行列車 定期15往返班次，不定期3往返班次

「銀河」 東京站至神戶站之間（只有臥鋪車）
「明星」、「彗星」、「月光」、「金星」 東京站至大阪站之間（只有臥鋪車）
「第2攝津」、「第2浪速」、「第2淀」 東京站至大阪站之間
「出雲」 東京站至濱田站之間
「安藝」 東京站至廣島站之間（經吳線）
「瀨戶」 東京站至宇野站之間
「筑紫」、「豐後」 東京站至博多站、大分站之間（東京站至門司站之間結併）
「伊勢」、「那智」 東京站至鳥羽站、新宮站之間（東京站至多氣站之間結併）
「能登」 東京站至金澤站之間（經米原站）
「大和」 東京站至湊町站（現時為JR難波站）之間
「第2生駒」、「第2六甲」 東京站至大阪站之間（不定期）
「播磨」 東京站至姬路站之間（不定期）
- 準急列車

「東海」 東京站至名古屋站、大垣站之間（7往返班次）
「濱名」 東京站至濱松站之間（2往返班次）
「駿河」 沼津站至名古屋站之間
「比叡」 名古屋站至大阪站之間（8往返班次）
「伊吹」 名古屋站至大阪站、神戶站之間（全車座位指定，2往返班次）
「長良」 東京站至大垣站之間（不定期，全車座位指定）
此外在修正後，關於東海道本線內各站的定期優等列車停車站情況如下表展示（由於站數眾多，因此使用了摺疊頁面）。
- 1962年（昭和37年）5月 「彗星」連結沙龍車廂與Oshi 16形餐車。
- 1962年6月 山陽本線神戶站至廣島站之間電氣化。

- 特急「燕」2往返班次中，其中1往返班次延長至廣島站。
- 新設東京站至廣島站之間的電動列車急行「宮島」，當中日間設有1往返班次，夜行設有1往返班次，共2往返班次。與此同時「山城」與「第2淀」廢止。由於「宮島」經歷以往的演變（詳情參閱山陽本線優等列車沿革），繼續使用153系電動列車12卡編成。成為在包含此電動列車在內，使用急行形車輛運行最長距離的定期列車 (894.8公里) 的記錄。
- 「瑞穗」變為定期列車。
- 不定期的電動列車急行「第2六甲」全車設定為臥鋪車，並再次使用「曉」作為新列車愛稱。10月起成為定期列車。

- 1963年（昭和38年）4月 「回音」增加1往返定期班次。使東海道的定期電動列車特急共有9往返班次。
- 1963年6月 「瑞穗」引入20系客車。同時開始連結列車前往大分站。
- 1963年10月 電動列車急行「第2浪速」全車設定為臥鋪列車，並改名為「昂」。在此之後，共有7種臥鋪急行列車在東京站至大阪站、神戶站之間行走，包括「銀河」、「明星」、「彗星」、「月光」、「金星」、「曉」、「昂」。這7種列車後來也被稱為「東海道臥鋪急行7人眾」。

### 東海道新幹線啟用後

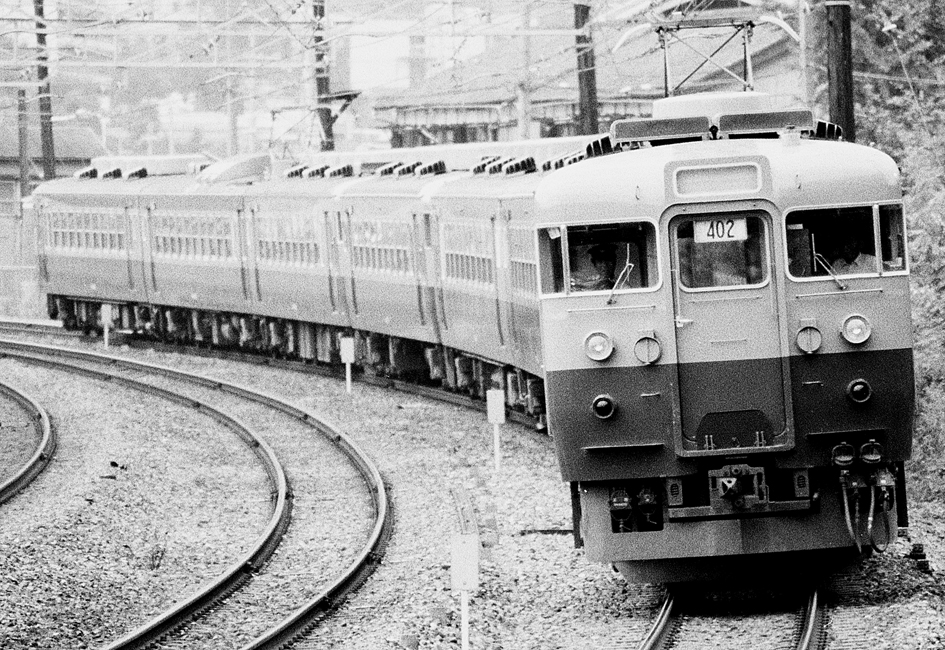
國鐵165系電車 急行「比叡」（1983年，山崎站附近）

- 1964年（昭和39年）10月 在此月1日，東海道新幹線啟用。同時實施時間表修正（日语：1964年10月1日国鉄ダイヤ改正），開設每小時各1班「光」和「回聲」。從此，在東海道的輸送主體為新幹線，在在來線中，優等列車大幅度削減班次。

所有日間電動列車特急均轉移至新幹線列車。
- 「回聲」成為了新幹線特急列車的愛稱。
- 「燕」、「鳩」改變為來往新大阪站至博多站之間，成為山陽本線特急列車。
- 「富士」、「瑞穗」的大分編成成為獨立列車，新設臥鋪特急列車來往東京站至大分站之間。
- 「大鳥」成為來往函館站至網走站、釧路站之間的特急列車。詳情參閱鄂霍次克號列車。
- 「回音」廢止。

電動列車急行
- 「攝津」的2往返班次廢止。
- 「宮島」縮短至來往大阪站至廣島站之間。
- 「浪速」、「生駒」、「淀」、「六甲」4種列車繼續定期運行，共設4往返班次。

客車急行
- 「曉」、「彗星」、「昂」、「筑紫」、「豐後」廢止。
- 新設「讚岐」臥鋪急行，來往東京站至宇野站之間。
- 「那智」延長至紀伊勝浦站。

準急列車
- 「伊吹」不再設定全車座位指定，並增加停車站數目，整合至「比叡」而廢止。
- 「東海」削減日間1往返班次，至5往返班次。

- 1965年（昭和40年）10月 在當日實施時間表修正（日语：1965年10月1日・11月1日国鉄ダイヤ改正），新幹線「光」和「回聲」各增加班次，各列車每小時設有2班。在翌月開始增加班次和提高速度，使東京站至新大阪站之間「光」只需3小時10分。在另一方面，在去年的修正後開始有許多乘客轉移乘坐新幹線，使在來線列車再度削減班次。

特急列車
- 「櫻」的運行區間改變至來往東京站至長崎站或佐世保站之間。

急行列車
- 東京至大阪之間的日間電動列車急行，由「浪速」、「生駒」、「淀」、「六甲」各1往返班次，整合至「浪速」2往返班次。「生駒」變成不定期夜行列車。
- 「金星」、「月光」與「播磨」廢止。
- 「銀河」的運行區間延長至來往東京站至姬路站之間。
- 「能登」與「大和」結併運輸。

準急列車
- 「東海」削減日間和夜行各1往返班次，剩下4往返班次。
- 「比叡」削減至4往返班次。
- 「駿河」由毎日運行的列車降級為不定期列車，並且直通至伊豆箱根鐵道駿豆線修善寺站。運輸區間改為修善寺站至三島站至大垣站之間。
- 「濱名」、「長良」廢止。

- 1966年（昭和41年）3月5日 開設修學旅行列車「若人」及不定期電動列車急行列車「長州」，均來往東京站至下關站之間，在沒有運行「若人」的時期，「長州」則提供服務。此外，「長州」在1964年（昭和39年）10月起，在多客時期會開設臨時列車。此外在當日起國鐵設立制度，在運行距離超過100公里的準急列車需全部升級至急行列車。因此「東海」、「駿河」、「日本平」、「比叡」全部升級為急行列車。
- 1966年（昭和41年）3月25日 「駿河」再次成為定期列車並改名為「中伊豆」。急行「駿河」僅運行了20日。
- 1966年（昭和41年）9月25日 為「日本平」最後運行日，隨後廢止。
- 1967年（昭和42年）10月 「霧島」的運行區間改為來往東京站至西鹿兒島站之間。開設不定期急行「五島」和「國東」，來往東京站至長崎站、大分站之間（在門司站前兩列列車結併運輸）。此兩列列車由團體專用列車（日语：団体専用列車）改變而成。

- 1968年（昭和43年）10月 實施名為「4·3·10（日语：ヨンサントオ）」的全國大規模時間表修正：

特急列車
- 「朝風」增加東京站至博多站之間1往返班次，共2往返班次。
- 「隼」運行區間改為來往東京站至西鹿兒島站或長崎站之間。

急行列車
- 「浪速」2往返班次與不定期的「生駒」廢止，來往東京站至大阪站之間的電動列車急行消滅。
- 「明星」整合至「銀河」，「讚岐」整合至「瀨戶」。「銀河」、「瀨戶」各設有2往返班次。
- 「高千穗」與「霧島」結併運輸。此外，在日間來往東京至大阪之間行走的列車只設有1往返班次。
- 「雲仙」改從京都站出發，「西海」改從大阪站出發。從東京站出發的「雲仙」、「西海」廢止
- 「大和」、「那智」、｢伊勢」三列車整合，改名為「紀伊」（來往東京站至紀伊勝浦站、王寺站、鳥羽站之間，在奈良站至王寺站之間為普通列車。）
- 「東海」在4往返班次中，2往返班次縮短至來往東京站至靜岡站之間。
- 「能登」、「中伊豆」廢止。
- 「國東」改從新大阪站出發，並改名為「別府」。
- 「五島」繼續從東京站出發，並改名為「長崎」。

- 1969年（昭和44年）5月 車等制度廢止，頭等車變為綠色車廂，頭等臥鋪車變為A寢台車，二等車和二等臥鋪車分別變為普通車（日语：普通車 (鉄道車両)）和B寢台（日语：B寝台）車。
- 1970年（昭和45年）3月至8月 由於舉行大阪萬博，開設上行臨時夜行急行列車「萬博回聲」，來往新大阪站至三島站之間。在三島站可轉乘在同站出發的臨時新幹線「回聲」，不會因東京近郊的通勤輸送的交通使影響來往大阪至東京的交通。
- 1970年（昭和45年）10月 作出以下更變：

- 「霧島」改名為「櫻島」。
- 急行「安藝」升級至特急，並名為「朝風」，延長至下關站。因此，「朝風」共設有3往返班次。
- 季節急行「長崎」廢止。

- 1972年（昭和47年）3月 山陽新幹線新大阪站至岡山站之間開業，同日實施大規模時間表修正（日语：1972年3月15日国鉄ダイヤ改正）。關於東海道的列車，有以下更變：

- 以下急行列車升級至特別急行列車：

「瀨戶」 東京站至宇野站之間，但減至只有1往返班次
「出雲」 東京站至濱田站之間
- 「銀河」1往返班次與「紀伊」在東京站至名古屋站之間結併運輸。因此，「銀河」大阪站至姬路站之間與「紀伊」往王寺站和鳥羽站的編成廢止。
- 「櫻島」、「高千穗」不再連結餐車。
- 「東海」所有列車均來往東京站至靜岡站之間。
- 「比叡」削減至2往返班次。此外，Buffet車廂的Sehasi 153停止營業。

「比叡」Buffet車廂停止營業的理由是因為在名阪2小時20分鐘的行程中，列車不是在用餐時段行走，因此餐車的營收為赤字。
此外，在同年11月發生了北陸隧道火災事故，因此在全國的急行列車中，把舊型客車與事故中起火的同類型號車廂（Oshi17形）中止連結。而其他餐車、Buffet車廂由於人手不足和利潤低微，相繼暫停營業，甚至結束營業。
- 1975年（昭和50年）3月 山陽新幹線全線（新大阪站至博多站）開業，同日實施大規模時間表修正（日语：1975年3月10日国鉄ダイヤ改正）。

- 「櫻島」、「高千穗」廢止。從此，在日間來往東京至大阪之間的優等列車被消滅。
- 「朝風」來往東京站至博多站之間的1往返班次變成臨時列車。從此，「朝風」的定期列車中，削減至剩下2往返班次。
- 「隼」變更運行區間至來往東京站至西鹿兒島站之間，「瑞穗」則為東京站至熊本站或長崎站之間。
- 新設來往東京站至米子站之間的新臥鋪特急「因幡」。並與當時由急行升級至特急的「紀伊」，在名古屋駅（運輸停車）結併運輸。
- 「銀河」1往返班次與季節急行「長州」廢止。

- 1978年（昭和53年）10月 實施時間表修正（日语：ゴーサントオ），「因幡」整合至「出雲」。
- 1980年（昭和55年）10月 實施時間表修正（日语：1980年10月1日国鉄ダイヤ改正），「東海」削減至2往返班次，「比叡」削減至1往返班次。
- 1981年（昭和56年）10月 「東海」的上行1班列車延長至濱松站，但在濱松站至靜岡站之間為普通列車。
- 1984年（昭和59年）2月 實施時間表修正（日语：1984年2月1日国鉄ダイヤ改正），「紀伊」和「比叡」廢止。
- 1986年（昭和61年）11月 實際國鐵最後一次大規模時間表修正（日语：1986年11月1日国鉄ダイヤ改正），「東海」從濱松站出發的列車再次縮短至從靜岡站出發。

### JR時代
- 1991年（平成3年）6月 藍色列車「瑞穗」的餐車結束營業。
- 1993年（平成5年）3月 藍色列車「朝風」、「隼」、「富士」、「櫻」的餐車結束營業。
- 1994年（平成6年）12月 「朝風」來往東京站至博多站之間的1往返班次，以及「瑞穗」廢止。
- 1996年（平成8年）7月 「東海」使用車輛中，由153系轉為車輛性能較好的165系電動列車（日语：国鉄165系電車），隨後因165系電動列車已經老化，因此轉為當時新製造的373系電動列車。同時「東海」升級至特急列車。
- 1998年（平成10年）7月 「瀨戶」和「出雲」各1往返班次均轉用285系電動列車。同日，「出雲」改經伯備線，並於東京站至岡山站之間與「瀨戶」結併運輸。該兩列列車改名為「日出瀨戶」和「日出出雲」。實際上，「瀨戶」與「日出瀨戶」曾經有一段短時間（7月10日至8月31日）同時設有班次運行，在8月31日後「瀨戶」正式廢止。同日，開設臨時臥鋪特急「日出夢（日语：サンライズゆめ）」，來往東京站至下關站之間。
- 1999年（平成11年）12月 「隼」和「櫻」兩列車於東京站至鳥栖站之間結併運輸。
- 2003年（平成15年）6月 開設特急「琵琶湖特快」，來往米原至大阪之間。
- 2005年（平成17年）3月 「朝風」和「櫻」廢止。「富士」和「隼」兩列車於東京站至門司站之間結併運輸。
- 2006年（平成18年）3月 東京站至出雲市站之間的臥鋪特急「出雲」廢止。自此，來往東京站以獨立運輸的臥鋪特急列車被消滅。
- 2007年（平成19年）3月 特急列車「東海」廢止。
- 2008年（平成20年）3月 臥鋪急行列車「銀河」廢止。
- 2009年（平成21年）3月 臥鋪特急「隼」和「富士」廢止，而臨時列車「日出夢」也再沒有安排運行日期。因此，在行走整段東海道本線的客車臥鋪特急，以及直通至山陽本線倉敷站以西的列車全數消滅。

## 列車愛稱的由來
按五十音排列
- 「安藝」（日语：／） 廣島縣西部的舊國名「安藝」。
- 「曉」 代表黎明的詞語「日语：」。
- 「朝風」代表列車在早上到達目的地。在早上（朝）吹起風，合成「朝風」兩字。
- 「生駒」大阪府與奈良縣之間的山峰「生駒山」。
- 「出雲」（日语：／）島根縣東部的舊國名「出雲」。
- 「伊勢」（日语：／）三重縣中部的舊國名「伊勢」。
- 「因幡」列車經過鳥取縣東部的舊國名「因幡」。
- 「伊吹」（日语：／）滋賀縣與岐阜縣之間的山峰「伊吹山」。
- 「雲仙」（日语：／）位於長崎縣的火山「雲仙岳」。
- 「大鳥」傳説上的鳥類，鳳凰的別稱。若在字面上，則意思為大型的鳥類。
- 「鷗」（日语：／） 其中一種鳥類「鷗」。
- 「紀伊」（日语：／）和歌山縣南部和三重縣南部的舊國名「紀伊」。
- 「霧島」（日语：／）鹿兒島縣與宮崎縣之間的山峰「霧島山」。
- 「銀河」（日语：／）天體中的「銀河」。
- 「金星」（日语：／）太陽系行星中的「金星」。
- 「國東」大分縣北部的「國東半島」。
- 「月光」（日语：／）以月和光結合，成為「月光」。
- 「玄海」（日语：／）在目的地附近的海域「玄界灘」。
- 「回聲」當日可以即日來回，以聲音來借諭此現象名「木靈」，因此也可譯作木靈。
- 「五島」（日语：／）在目的地的長崎縣，其西方的位置設有「五島列島」。
- 「壽」以以漢字書寫為，有吉祥的意思。
- 「西海」（日语：／）九州地方的海名為「西海」。
- 「櫻」（日语：／）日本的國花為「櫻花」。
- 「櫻島」（日语：／）鹿兒島縣內的山峰（火山）「櫻島」。
- 「勝風」「帶來幸運的風」的意思而新造詞語。
- 「薩摩」鹿兒島縣的舊國名「薩摩」。
- 「讚岐」目的地宇野站的對面岸，透過宇高連絡船（日语：宇高連絡船）前往香川縣，其舊國名為「讚岐」。
- 「日出出雲」（日语：／）、「日出瀨戶」（日语：／）、「日出夢」均使用285系電動列車運行，其愛稱為「日出特快」。而「日出」是來自「日出」的英文。
- 「新東海」（日语：／） 「比『東海』高一個等級的新列車」的意思而命名。
- 「彗星」（日语：／）天體中的「彗星」。
- 「昂」天體中的「昴」（即昴宿星團）。
- 「駿河」靜岡縣東部的舊國名「駿河」。
- 「攝津」大阪府北部的舊國名「攝津」。
- 「瀨戶」（日语：／）目的地附近的海名為「瀨戶內海」。
- 「高千穗」（日语：／）霧島山中的「高千穗峰」。
- 「長州」（日语：／）山口縣西部的舊國名「長門」，其別稱為「長州」。
- 「千代田」皇居（舊江戶城）的別名為「千代田城」。
- 「筑紫」（日语：／）福岡縣的舊國名「筑紫」。
- 「燕」（日语：／）其中一種鳥類「燕」。
- 「東海」（日语：／）地方名稱「東海」，此外也是街道、路線名「東海道」。
- 「中伊豆」（日语：／）往伊豆半島（舊伊豆國）中部的列車。
- 「長崎」目的地的縣名和市名為「長崎」。
- 「長良」（日语：／）位於岐阜縣的河川「長良川」。
- 「那智」（日语：／）位於目的地的吉野熊野國立公園中設有「那智瀑布」和「那智山（日语：那智山）」。
- 「浪速」大阪的古名「浪速」。
- 「日本平」靜岡縣靜岡市的旅遊勝地「日本平」。
- 「能登」（日语：／）石川縣北部的舊國名「能登」。
- 「鳩」其中一種鳥類「鳩」。
- 「濱名」靜岡縣西部的湖名「濱名湖」。
- 「早鞆」（日语：／）關門海峽設有「早鞆之瀨戶」的別名。
- 「隼」其中一種鳥類「隼」。
- 「播磨」兵庫縣西南部的舊國名「播磨」。
- 「比叡」（日语：／）京都府、滋賀縣之間設有山峰「比叡山」。
- 「回音」聲音反射的效果。
- 「琵琶湖特快」位於滋賀縣「琵琶湖」。
- 「富士」（日语：／）日本最高的山為「富士山」。
- 「豐後」大分縣的舊國名「豐後」。
- 「平和」設有「和平」的意願而設。
- 「瑞穗」形容新鮮的（日語為）稻穗，兩字合併成為「瑞穗」。
- 「宮島」（日语：／）日本三景的「嚴島」，其通稱為「宮島」。
- 「明星」（日语：／）金星異稱為「明星」（同時也是在中國古代的名稱）。
- 「山城」京都府南部的舊國名「山城」。
- 「大和」（日语：／）奈良縣的舊國名「大和」。
- 「淀」位於大阪附近的河川「淀川」。
- 「六甲」（日语：／）位於神戶市北部的山峰「六甲山」。

## 注腳
1. ↑  但是，政治家、軍人和特殊公共客戶可使用餘下部分二等臥鋪車廂，而餐車和烹飪室由餘下的座位車廂改裝。盡管當時設有配給制度，前烹飪室改變成為商店繼續營業。
2. 1 2  『ビジュアル 日本の鉄道の歴史2 大正後期～昭和前期編』（2017年5月25日，Yumani書局發行）42頁。
3. ↑  詳情參閱A寢台。在設有二等臥鋪車時期，採用了3等級的費用制度
4. ↑  時間表復刻版 戰後編1 「交通公社時間表 1961年10月號」